# 바르셀로나 건축학교
바르셀로나 건축학교(스페인어: Escuela Técnica Superior de Arquitectura de Barcelona 또는 카탈루냐어: Escola Tècnica Superior d'Arquitectura de Barcelona  약어: ETSAB)는 스페인에서 두 번째로 오래 된 건축학교이다. 특히, 천재건축가 안토니오 가우디가 졸업한 곳이자 교수로 재직한 곳으로 많이 알려져 있다. 1874년 설립되어 학사,석사,박사 과정으로 건축의 전 과정을 가르치고 있다. 지금 사용하는 건물은 1961년에 지어졌다. 카탈루냐 공과대학교 (UPC-Universidad Politécnica de Cataluña) 소속이며, 3000여명의 학생과 300여명의 교수진이 있다. 우수한 교육기관으로써, 유럽 내 건축분야를 이끌어 가고 있다.